# Saint-Sauveur-en-Diois
Saint-Sauveur-en-Diois település Franciaországban, Drôme megyében. Lakosainak száma 54 fő (2022. január 1.). Saint-Sauveur-en-Diois Aubenasson, Chastel-Arnaud, Saou és Saillans községekkel határos.

## Népesség
A település népessége az elmúlt években az alábbi módon változott:
| Lakosok száma | 58   | 41   | 35   | 60   | 55   | 55   | 55   | 54   | 53   | 54   |
|               | 1968 | 1982 | 1990 | 2006 | 2013 | 2015 | 2017 | 2019 | 2020 | 2022 |